# Vriesea colnagoi
Vriesea colnagoi är en gräsväxtart som beskrevs av Edmundo Pereira och Penna. Vriesea colnagoi ingår i släktet Vriesea och familjen Bromeliaceae. Inga underarter finns listade i Catalogue of Life.